# بوتژانبک
شهر بوتژانبک (به فرانسوی: Bütgenbach) در شهرستان ورویه در استان لیئژ در منطقه فدرال والوون در کشور بلژیک واقع شده‌است.